# Río Lagunilla, Tolima
El río Lagunilla es un río de Colombia, que nace en el volcán Nevado del Ruiz y desemboca en el río Magdalena. Tiene una extensión de 100 Km y se conoce porque durante la tragedia de Armero, fue por el cauce de este río que descendió un gran lahar.

## Geografía
El río Lagunilla nace en volcán Nevado del Ruiz, a una altitud de 4600 m s. n. m. Su recorrido es por el departamento del Tolima, y es tributario del río Magdalena. Divide los municipios de Villahermosa, Murillo, Líbano, Armero, Lérida, y atraviera Ambalema.